# Schiv’a
Die Schivʿa (hebräisch שִׁבְעָה Schivʿah, deutsch ‚Siebenzahl‘ von שֶׁבַע scheva, deutsch ‚sieben‘) ist im Judentum die Zeit der Trauer in der ersten Woche unmittelbar nach dem Begräbnis von Eltern, Ehegatten, Geschwistern oder eines Kindes (vgl. Gen 50,10 ), die für die Hinterbliebenen nach der Bestattung beginnt.
Die Trauernden bleiben eine Woche lang zu Hause. Verwandte, Freunde und Bekannte lassen sie in ihrem Schmerz nicht allein, sondern sichern ihnen Liebe, Unterstützung und Aufmerksamkeit zu, sorgen für ihre Bedürfnisse und trösten sie. Die Schivʿa beginnt mit dem Essen eines Hühnereis, das zuvor mit Asche bestreut worden ist. Die Asche steht als Zeichen der Trauer. Es findet jeweils morgens und abends ein Gottesdienst im Trauerhaus statt. Die Trauernden sprechen dann das Kaddisch. Das Kaddisch ist das Gebet der „Heiligung Gottes“. Dieses Gebet hat jedoch nichts mit dem Tod zu tun und wird während des Gottesdienstes vom Vorbeter vorgetragen. In der Zeit der Trauerwoche preisen die Betenden Gott und bekennen sich zu ihm.
Die Trauernden sollen spüren, dass sie nicht allein sind, weshalb Trauerbesuche erwünscht sind. So bringen ihnen Angehörige und Freunde Speisen und Trank. Am Sabbat nehmen die Trauernden am Gottesdienst teil. Das Seelenlicht (eine kleine Lampe) brennt im Trauerhaus und soll an den verstorbenen Menschen erinnern. Der Grabstein (Mazewa) wird in Israel am dreißigsten Tag eingeweiht, in anderen Ländern erfolgt dies in der Regel erst nach einem Jahr.
Bei der Schivʿa wird sieben Tage lang nicht gearbeitet, man darf keine Lederschuhe tragen und sich nicht umziehen. Man kauert auf der Erde oder sitzt auf niedrigen Stühlen (Schive sitzen von jiddisch שבעה זיצן shive zitsn; vgl. Schulchan Aruch, Jore Dea 380).